# Гросул Іван Тимофійович
Гро́сул Іва́н Тимофі́йович (нар. 10 березня 1920 — 7 квітня 1972) — радянський військовий льотчик, Герой Радянського Союзу (1943), під час Німецько-радянської війни був заступником командира ескадрильї 10-го гвардійського авіаційного полку 3-й гвардійської авіаційної дивізії 3-го гвардійського авіаційного корпусу дальньої дії.

## Біографія
Народився 10 березня 1920 року на хуторі Боровський Врадіївського району Миколаївської області в селянській родині. Українець. Член ВКП(б) з 1942 року.
У 1929 році родина переїхала до селища Пантелеймонівка. Закінчив середню школу. Навчався у Донецькому аероклубі.
У лавах Червоної Армії з 1937 року. У 1938 році закінчив Ворошиловградську військову авіаційну школу льотчиків.
Учасник німецько-радянської війни з червня 1941 року. Воював у авіації далекої дії (АДД). Заступник командира ескадрильї 10-го гвардійського авіаційного полку 3-ї гвардійської авіаційної дивізії 3-го гвардійського авіаційного корпусу АДД гвардії капітан І. Т. Гросул до серпня 1943 здійснив 241 бойовий виліт на бомбардування військово-промислових об'єктів у глибокому тилу супротивника. Його екіпаж збив 5 винищувачів супротивника.
Після війни продовжував військову службу у ВПС СРСР. У 1954 році майор І. Т. Гросул вийшов у запас.
Помер 7 квітня 1972 в місті Сочі.

## Нагороди
Указом Президії Верховної Ради СРСР від 18 вересня 1943 року капітану Гросулу Івану Тимофійовичу присвоєне звання Героя Радянського Союзу з врученням ордена Леніна і медалі «Золота Зірка» (№ 1732).
Також нагороджений орденом Леніна, трьома орденами Червоного Прапора, орденом Вітчизняної війни 1-го ступеня, медалями.

## Пам'ять
У селищі міського типу Врадіївка Миколаївської області встановлено погруддя Героя.